# Hrvatska na Paraolimpijskim igrama 2012.
Hrvatsku predstavljaju na Paraolimpijskim igrama u Londonu 2012. Hrvatsku je predstavljalo 25 športaša, od toga 17 muškaraca i 8 žena.

## Medalje
| Medalja | Ime              | Šport    | Natjecanje     | Datum              |
| ------- | ---------------- | -------- | -------------- | ------------------ |
| srebro  | Darko Kralj      | atletika | bacanje kugle  | 31. kolovoza 2012. |
| srebro  | Zoran Talić      | atletika | skok u dalj    | 4. rujna 2012.     |
| bronca  | Mihovil Španja   | livanje  | leđni stil     | 31. kolovoza 2012. |
| bronca  | Mikela Ristoski  | atletika | skok u dalj    | 3. rujna 2012.     |
| bronca  | Branimir Budetić | atletika | bacanje koplja | 5. rujna 2012.     |

## Članovi Hrvatske paraolimpijske reprezentacije 2012.

### Atletika
- Marija Iveković Mestrović
- Milka Milinković
- Mikela Ristoski
- Marija Vidacek
- Jelena Vuković

- Branimir Budetić
- Slaven Hudina
- Darko Kralj
- Miroslav Matić
- Boro Radenović
- Josip Slivar
- Zoran Talić
- Mladen Tomić
- Albin Vidović

### Biciklizam
- Mario Alilović
- Gracijano Turcinović

### Streljaštvo
- Ivica Bratanović
- Stanko Piljak

### Plivanje
- Natali Pronina

- Matija Grebenić
- Mihovil Spanja
- Kristijan Vincetić

### Stolni tenis
- Helena Dretar Karić
- Andela Muzinić

- Vjekoslav Gregorović
- Tomislav Spalj

## Vanjske poveznice
- Hrvatski paraolimpijski odbro